# Hintersee (Meklemburgia-Pomorze Przednie)
Hintersee (pol. Zajezierze) – gmina w Niemczech w kraju związkowym Meklemburgia-Pomorze Przednie, w powiecie Vorpommern-Greifswald, wchodzi w skład związku gmin Am Stettiner Haff.

## Położenie
Gmina położona jest na terenie niemieckiej części Puszczy Wkrzańskiej (Ueckermünder Heide), usytuowana jest bezpośrednio przy granicy z Polską, w oddaleniu ok. 9 kilometrów od Zalewu Szczecińskiego (Stettiner Haff) oraz ok. 32 km od centrum Szczecina. W pobliżu znajdują się także miasta: Eggesin ok. (15 km), Pasewalk ok. (22 km) i Ueckermünde. Historycznie leży na Pomorzu.

### Skomunikowanie ze Szczecinem
Wieś leżała na trasie zbudowanej w l. 1894–1906 normalnotorowej Kolejki Randowskiej (niem. Randower Kleinbahn), odchodzącej w Stobnie Szczecińskim (niem. Stöven) od wówczas głównej linii Szczecin – Pasewalk i prowadzącej do Nowego Warpna (niem. Neuwarp) przez Dołuje, Dobrą, Buk, Stolec, Glashütte, Hintersee i Rieth. Jej północna część – biegnąca przez środek Puszczy Wkrzańskiej od stacji Dobra Szczecińska do Nowego Warpna przez Hintersee – została zamknięta i rozebrana przez Armię Czerwoną jeszcze w 1945. Obecnie pozostał jej krótki niewykorzystywany fragment ze Stobna do Dołuj (LK nr 429). Na terenie gmin Dobra i Nowe Warpno dawne torowisko zdemontowanej części Randower Kleinbahn przekształcono w drogi rowerowe (Dobra–Buk, Nowe Warpno–Rieth), natomiast obiekty kolejowe są coraz mniej widoczne. 
Po wejściu Polski do Unii Europejskiej, a później do strefy Schengen rozpoczął się proces rozbudowywania infrastruktury drogowej pomiędzy miejscowościami przygranicznymi Polski i Niemiec. W ramach tych działań otwarto przejście Dobieszczyn – Hintersee, więc odległość pomiędzy Szczecinem a Hintersee także uległa skróceniu. Od strony Szczecina droga ta jest przedłużeniem al. Wojska Polskiego (DW115). 

## Walory przyrodnicze
Miejscowość wywodzi swoją nazwę od jej położenia „za jeziorem”. Niedaleko na północ od niej znajduje się jezioro Nowowarpieńskie (Neuwarper See) i Myśliborskie Wielkie (Großer Mützelburger See), jednakże w bezpośrednim sąsiedztwie wsi nie ma żadnego jeziora, które uzasadniałoby takie nazewnictwo tej miejscowości. Wyjaśnienia tej zagadki dostarcza historia: pierwotnie przy Hintersee znajdowało się jezioro – było to jezioro Ahlbecker See, które jednak na przełomie XVIII i XIX w. zostało osuszone pozostawiając po sobie kompleks mokradeł Ahlbecker Seegrund, obecnie stanowiących największą strefę ochrony mokradeł w Niemczech. W 1987 r. utworzono na tym obszarze rezerwat ochrony przyrody o powierzchni 1166 ha, który od 2005 r. należy do Obszaru Chronionego Krajobrazu Am Stettiner Haff (Naturpark Am Stettiner Haff). W skład tego parku wchodzi także niemiecka część Puszczy Wkrzańskiej (Ueckermünder Heide), na terenie której znajduje się gmina Hintersee.

## Historia

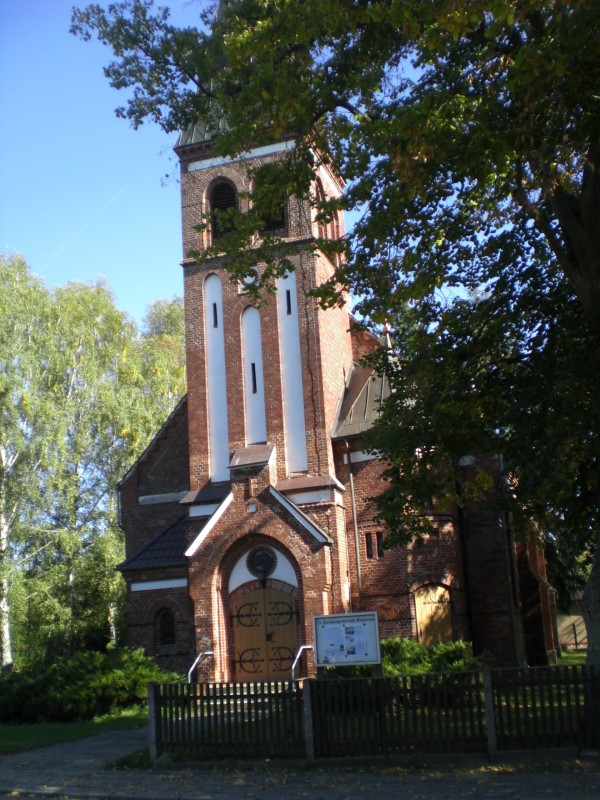
Zabytkowy kościół w Hintersee

Wysychanie jeziora Ahlbecker See nie było procesem naturalnym. Doszło do niego wskutek celowej ingerencji człowieka. Osuszanie rozpoczęto w 1742 r. poprzez poszerzenie rzeki Ahlbeke – naturalnego odpływu jeziora. Wraz z wycofywaniem się wód jeziora w miejscu, które poprzednio stanowiło jego południowy brzeg powstała osada. Osadnictwo kolonistów wspierane było przez króla Prus Fryderyka II. Wskutek tych działań najpierw powstała w tym miejscu kolonia o nazwie Zopfenbeck, z której później rozwinęła się wieś Hintersee. Ludność tam mieszkająca zajmowała się tradycyjnie rolnictwem i obróbką drewna. Dopiero przyłączenie Hintersee do sieci kolei normalnotorowej koleją Randower Kleinbahn spowodowało, że na początku lat 20. XX w. działalność we wsi uległa większemu zróżnicowaniu – powstał tartak, mleczarnia i rozwinął się handel. W tym okresie powstały budynki z muru pruskiego, które pozostały do dziś.

## Architektura
- kościół św. Jana